# آران‌ای غیرکدکننده

نقش‌های آراِن‌اِی غیرکدکننده در دگم مرکزی زیست‌شناسی مولکولی: ریبونوکلئوپروتئین‌ها به‌رنگ قرمز، و آراِن‌اِی‌های غیرکدکننده به‌رنگ آبی نشان داده شده‌اند. توجه: snRNA در اسپلایسوزم به کار رفته است.

آراِن‌اِی غیرکدکننده (به انگلیسی: non-coding RNA) (یا ncRNA) یک مولکول آران‌ای است که به پروتئین ترجمه نمی‌شود. انواع آراِن‌اِی‌های غیرکدکننده که از نظر عملکردی مهم باشند، فراوان بوده و شامل این موارد هستند: آران‌ای حامل (tRNA)، آران‌ای ریبوزومی (rRNA) به‌علاوهٔ آران‌ای‌های کوچکی چون ریزآران‌ای‌ها، آران‌ای‌های کوچک مداخله‌گر، آران‌ای‌های تعامل‌کننده با پی‌وی، snoRNAها، آران‌ای‌های کوچک هسته‌ای، exRNAها، scaRNAها و آران‌ای‌های بلند غیرکدکننده چون Xist و HOTAIR.
تعداد آراِن‌اِی غیرکدکننده در ژنوم انسان نامعلوم است؛ با این حال، مطالعات ترنسکریپتومیکی و بیوانفورماتیکی اخیر پیشنهاد می‌کنند که دست کم هزاران توالی از آراِن‌اِی‌های غیرکدکننده وجود داشته باشد.

## مکانیسم‌های عملکردی
آراِن‌اِی‌های غیرکدکننده از طریق چندین مکانیسم کلیدی عمل می‌کنند:
- تنظیم اپی‌ژنتیکی: برخی lncRNAها مانند Xist در خاموشی کروموزوم X نقش دارند.
- مدیریت فرایندهای رونویسی: snoRNAها در اصلاح شیمیایی rRNA مشارکت می‌کنند.
- پاسخ به استرس سلولی: circRNAها به عنوان اسفنج‌های میکروRNA عمل می‌کنند.

## نقش در بیماری‌ها
اختلالات در بیان ncRNAها با چندین بیماری مرتبط است:
- سرطان: کاهش بیان miR-15a در سرطان پروستات.
- بیماری‌های عصبی: تجمع snRNAهای معیوب در آلزایمر.
- اختلالات متابولیک: جهش در lncRNA H19 با سندرم Beckwith-Wiedemann.

## تکامل
مطالعات مقایسه‌ای ژنومی نشان می‌دهد ncRNAها در تکامل موجودات پیچیده نقش محوری داشته‌اند:
- حفظ عناصر تنظیمی باستانی در ژنوم مهره‌داران.
- همکاری با پروتئین‌ها برای ایجاد سیستم‌های پیچیده سلولی.

## روش‌های پژوهش
| روش            | کاربرد                | مثال              |
| -------------- | --------------------- | ----------------- |
| ترنسکریپتومیکس | شناسایی ncRNAهای جدید | RNA-Seq           |
| کریسپر         | حذف انتخابی ncRNAها   | CRISPRi screening |
| میکرواری       | بررسی بیان گسترده     | miRBase           |